# Pierre Demours

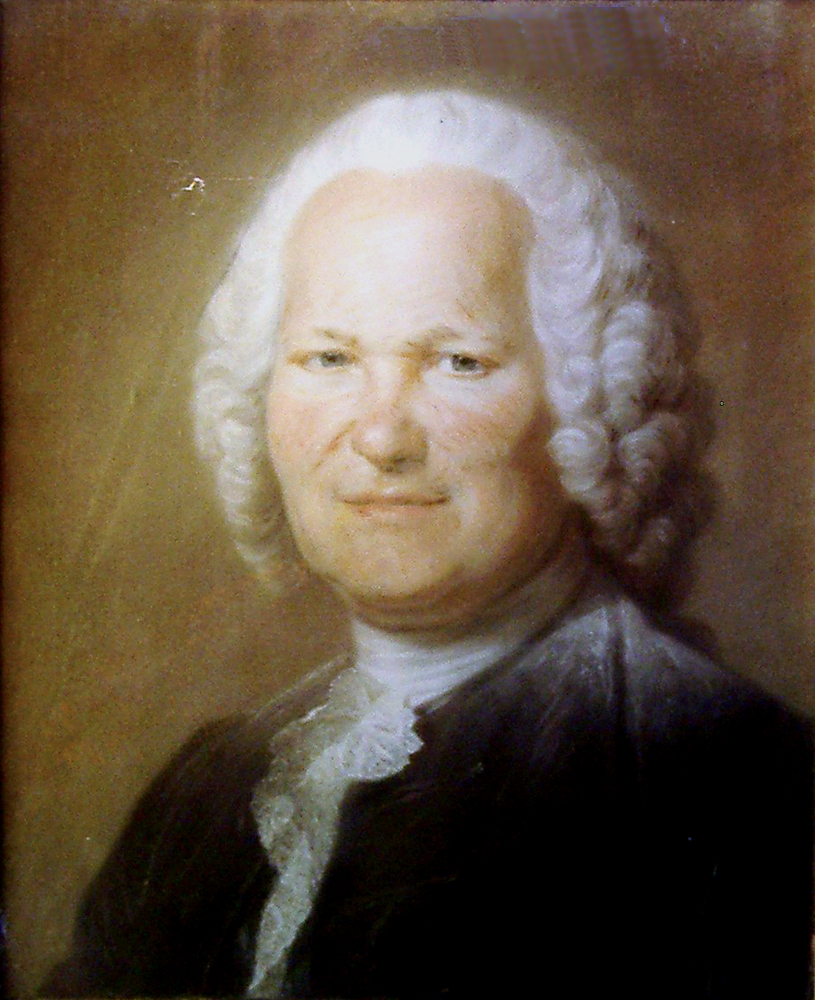
Porträt Pierre Demours’

Pierre Demours (* 1702 in Marseille; † 26. Juni 1795) war ein französischer Augenarzt.

## Leben
Demours, Sohn eines Apothekers, studierte an den Universitäten Avignon und Paris Medizin. 1728 wurde er in Avignon promoviert. Er ließ sich in Paris nieder und wurde 1730 Demonstrator und Aufseher des naturhistorischen Kabinetts im königlichen Garten. Ab 1732 widmete er sich – neben seiner praktischen Tätigkeit als Augenarzt – mit Antoine Petit anatomischen Studien des Auges. Er beschrieb 1767 die hintere Basalmembran (Lamina limitans posterior) der Hornhaut. Deren Entdeckung reklamierte auch Jean Descemet für sich, worauf heftiger Streit zwischen den beiden Forschern entbrannte. Gegenüber der Bezeichnung Demours-Membran hat sich heute die Bezeichnung Descemet-Membran durchgesetzt.
Neben seiner klinischen Tätigkeit, auch als königlicher Augenarzt, und seinen Forschungen widmete sich Demours auch der Übersetzungstätigkeit. Er setzte unter anderem die von François de Brémond begonnenen Übersetzungen der Philosophical Transactions fort und ergänzte diese um die Jahre 1737 bis 1741. Die Übersetzungen wurden zwischen 1759 und 1761 veröffentlicht.
Er war seit 1769 Mitglied der Académie des sciences.
Sein Sohn war der Augenarzt Antoine Pierre Demours (1762–1836).
Die rue Pierre-Demours im 17. Pariser Arrondissement ist seit 1932 nach Demours benannt.

## Schriften (Auswahl)
- Observations concernant l’histoire naturelle, et les maladies des yeux. 1740.
- Nouvelles réflexions sur la lame cartilagineuse de la cornée. 1770